# Rumohra adiantiformis
Rumohra adiantiformis là một loài thực vật có mạch trong họ Dryopteridaceae. Loài này được (G. Forst.) Ching miêu tả khoa học đầu tiên năm 1934.

## Hình ảnh

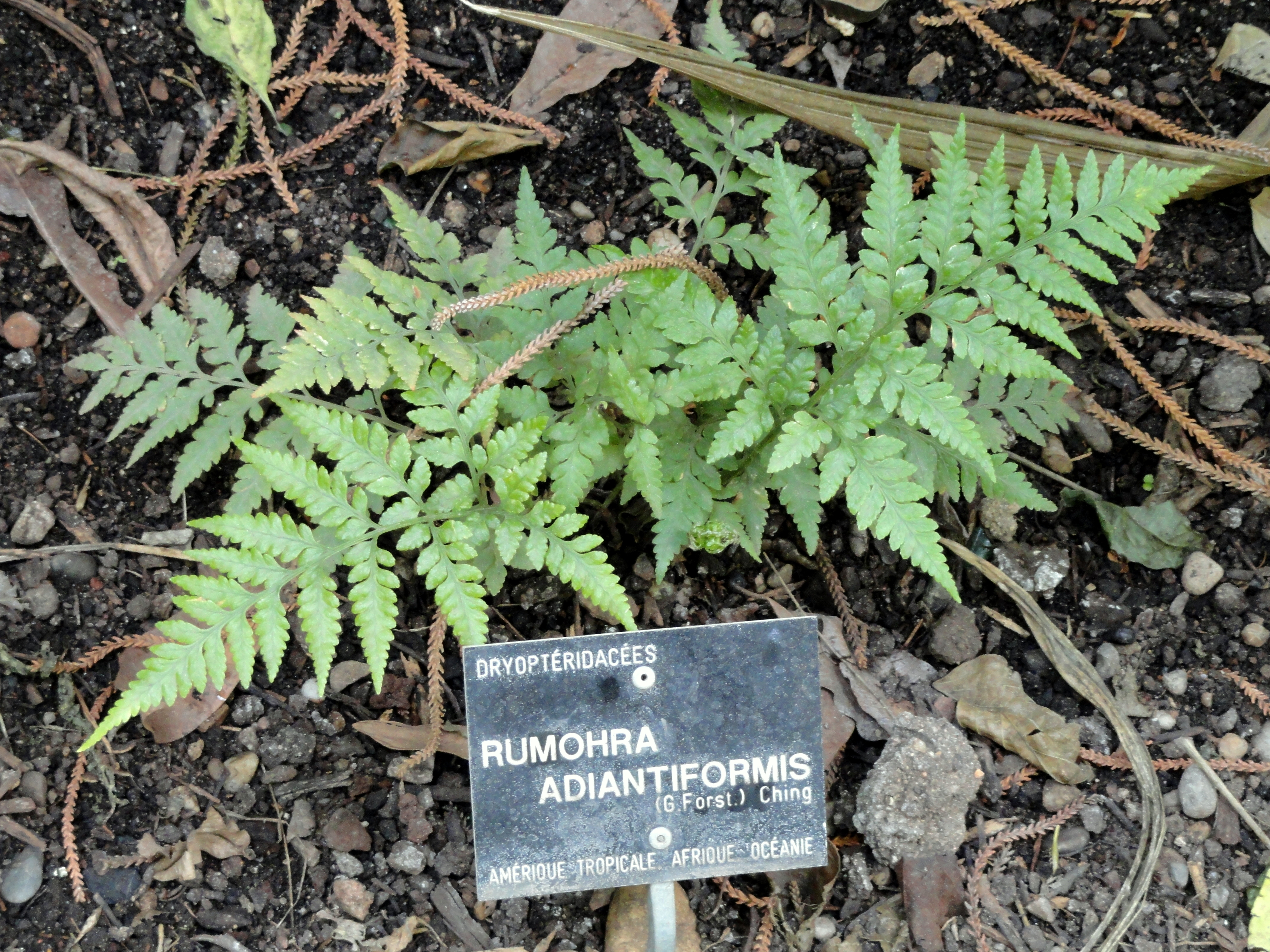
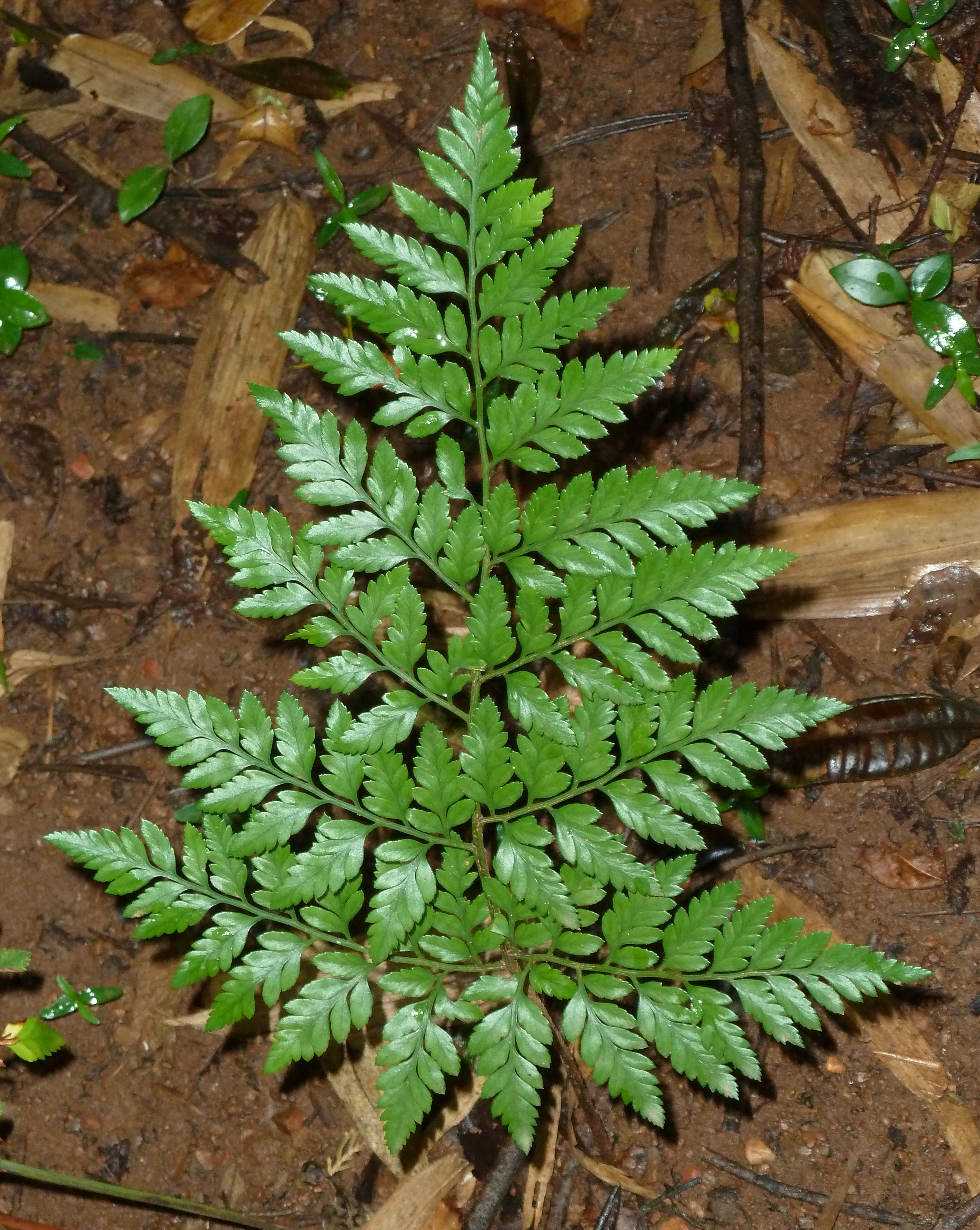